# فرانك بور مالوري
فرانك بور مالوري (بالإنجليزية: Frank Burr Mallory)‏ هو عالم أمراض أمريكي، ولد في 12 نوفمبر 1862 في كليفلاند في الولايات المتحدة، وتوفي في 27 سبتمبر 1941 في بوسطن في الولايات المتحدة.